# Sachsenburg-Irbersdorf
Sachsenburg-Irbersdorf war von 1992 bis Ende 1993 eine kurzlebige Gemeinde in Sachsen. Heute bildet sie die Ortschaft Sachsenburg/Irbersdorf der Stadt Frankenberg/Sa. im sächsischen Landkreis Mittelsachsen.

## Geschichte

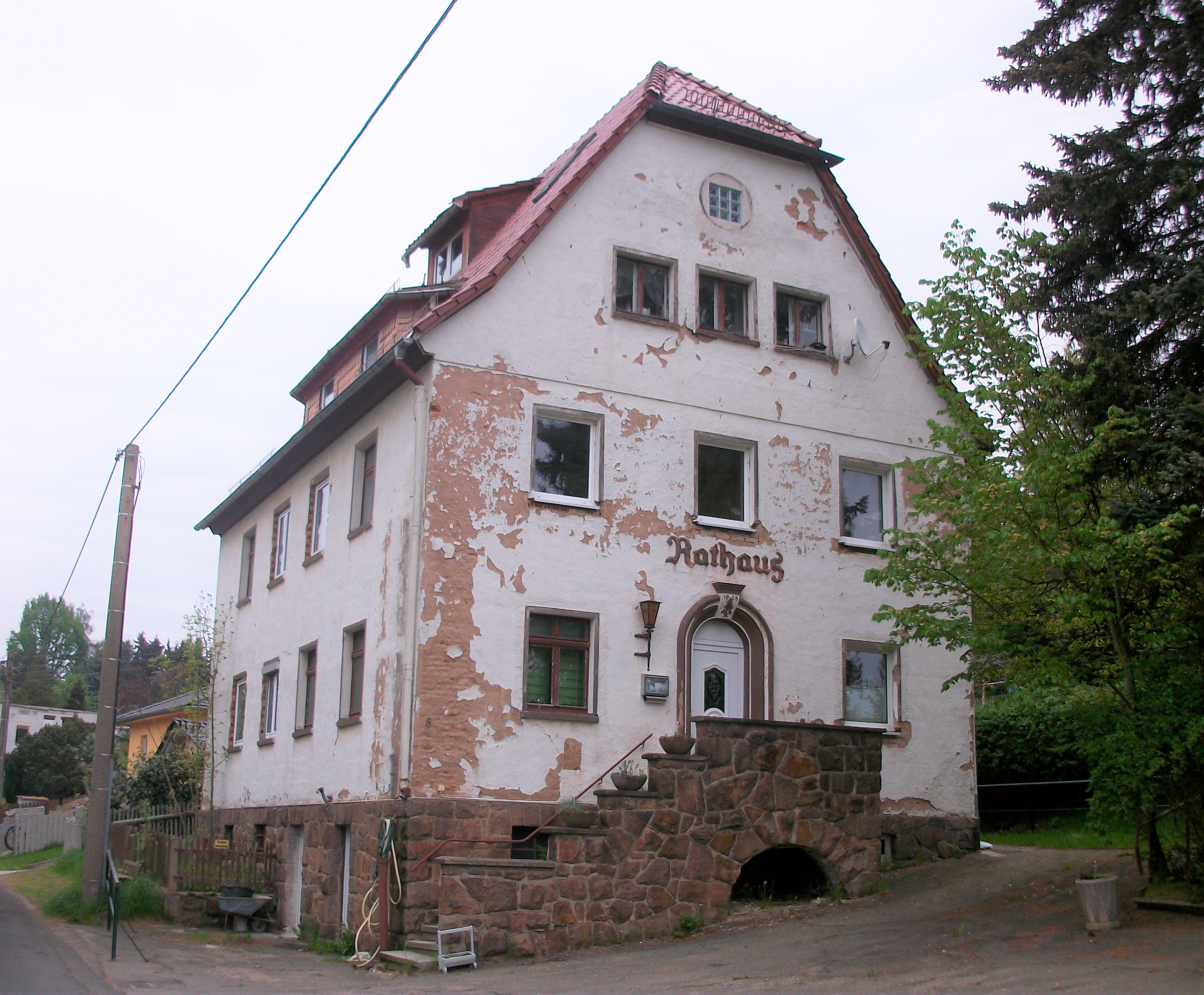
Rathaus Sachsenburg

Die Gemeinde Sachsenburg-Irbersdorf entstand juristisch am 1. Januar 1992 aus dem Zusammenschluss von Irbersdorf und Sachsenburg im Landkreis Hainichen, statistisch jedoch erst zum 1. Juli 1992. Mit Ablauf des 31. Dezember 1993 wurde Sachsenburg-Irbersdorf aufgelöst und am 1. Januar 1994 in die Stadt Frankenberg/Sa. eingemeindet. Die Gemeinde bestand somit nur zwei Jahre.
Die Gemeinde hatte am 31. Dezember 1993 eine Fläche von zirka 909 Hektar und 914 Einwohner.